# Rudolf Krziwanek
Rudolf Krziwanek (26. prosince 1843, Vídeň – 10. prosince 1905, Vídeňské Nové Město) byl rakouský dvorní fotograf a vynálezce ve Vídni.

## Život
Narodil se jako syn vídeňského advokáta dr. Johanna Ludwiga Krziwanka a jeho manželky Barbary rozené Hafenbrädl. První ateliér měl v Hofstallstrasse, filiálky na Graben, ve Windmühlgasse a dvě v Bad Ischlu. Vedle císařské rodiny vyfotil mnoho slavných osobností. Finanční tíseň ho nakonec postupně přiměla úspěšné podniky odprodat a přesídlit do Wiener-Neustadtu. Od roku 1879 do roku 1900 také provozoval letní studio v Ischlu, než se po roce 1900 stal spolumajitelem studia Skutha & Krziwanek ve Wiener Neustadtu. Pro své fotografie, které se prodávaly v kabinetním formátu nebo formátu carte de visite, používal předtištěné litografické kartonové podložky vyrobené jeho bratrem Karlem Krziwankem.
V roce 1905 si Krziwanek zaregistroval patent u rakouského patentového úřadu pod číslem 18 208, „metodu pro napájení odběrných míst vzduchoplynového systému z centrálního bodu“ a ve stejném roce spáchal sebevraždu.

## Galerie

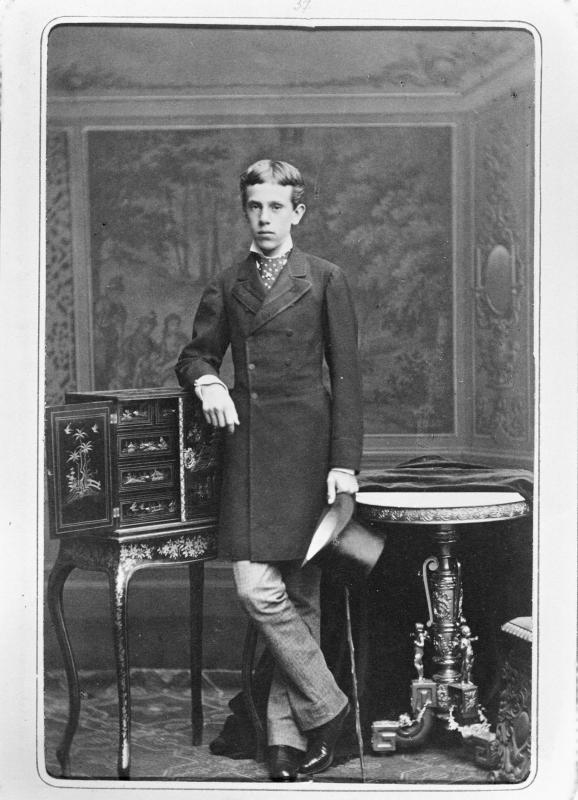
Mladý korunní princ Rudolf v ateliéru, 1874
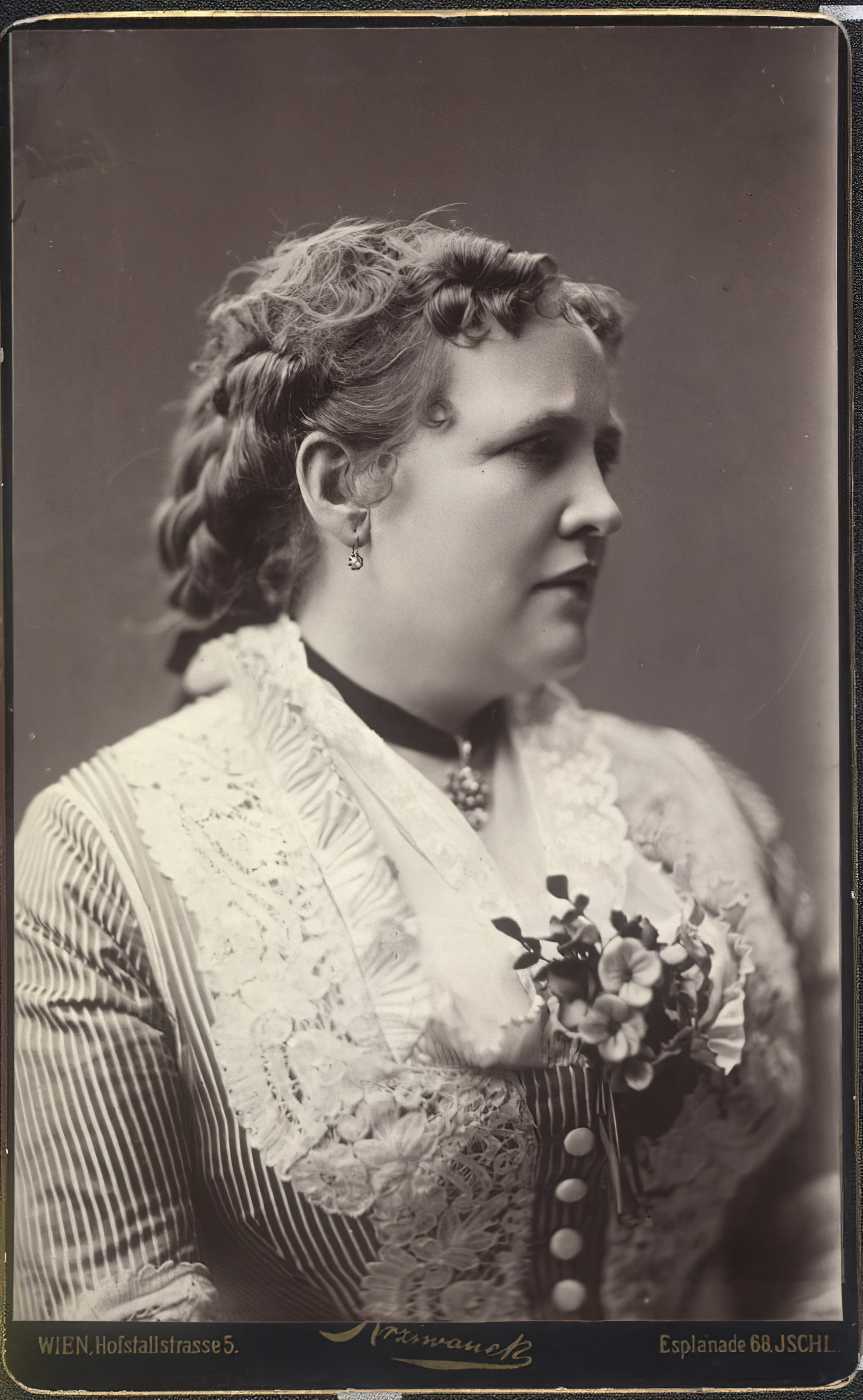
Spisovatelka Ada Christenová
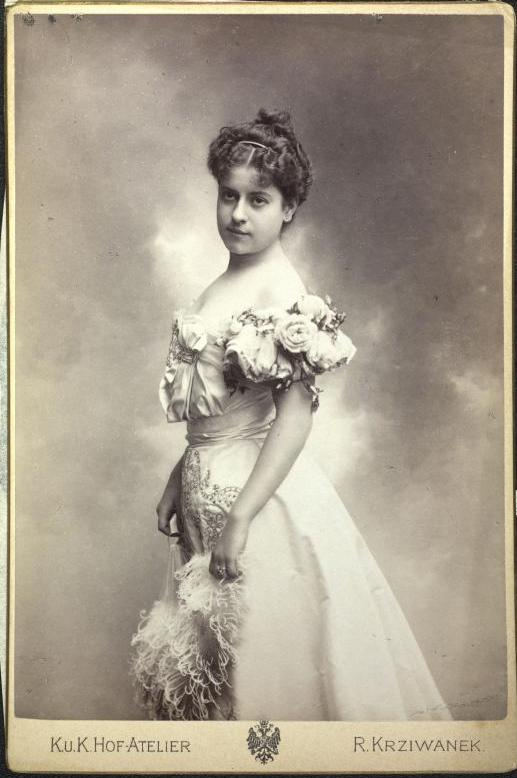
Herečka Rosa Albach-Retty
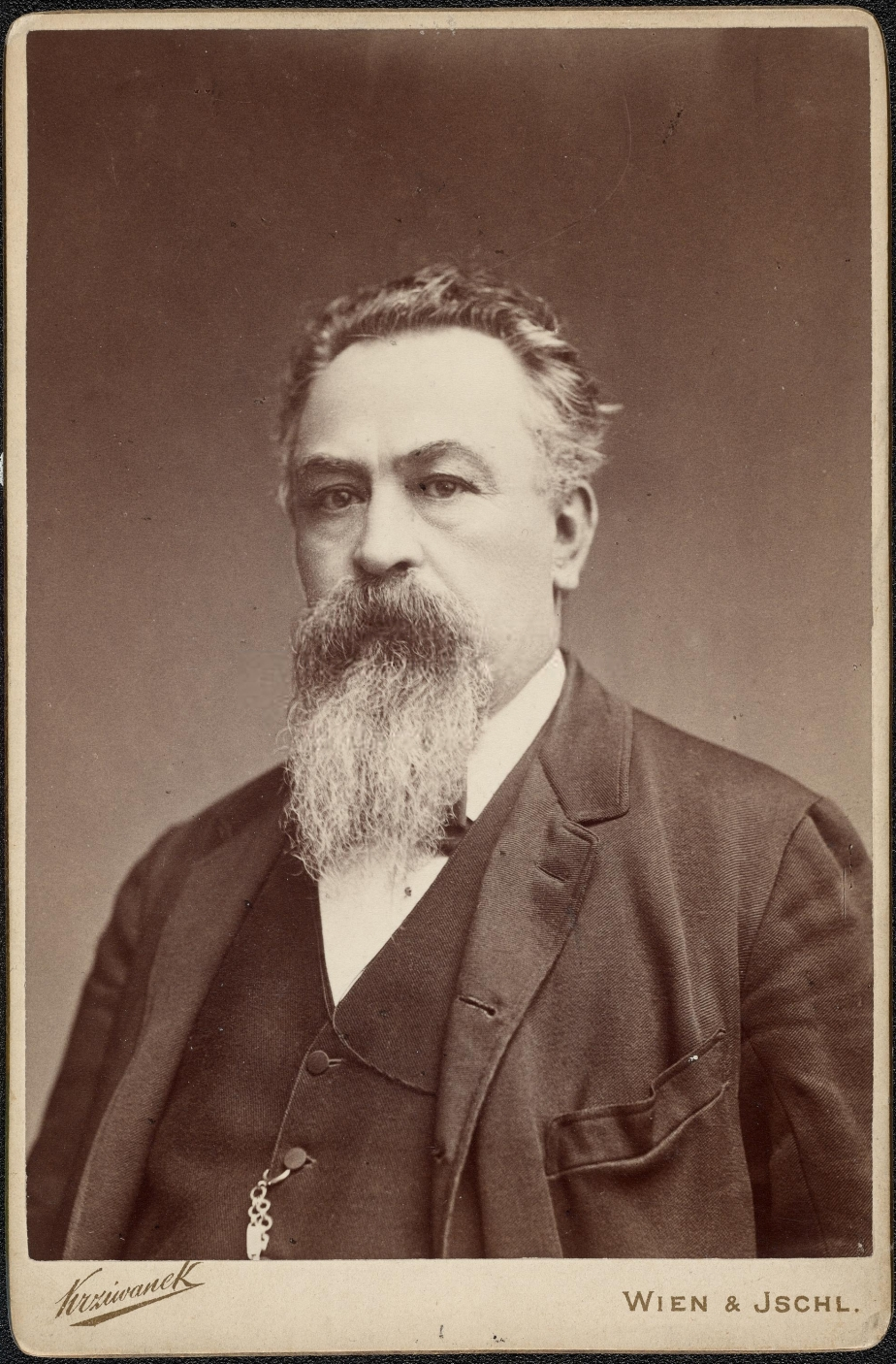
Chirurg Eduard Albert
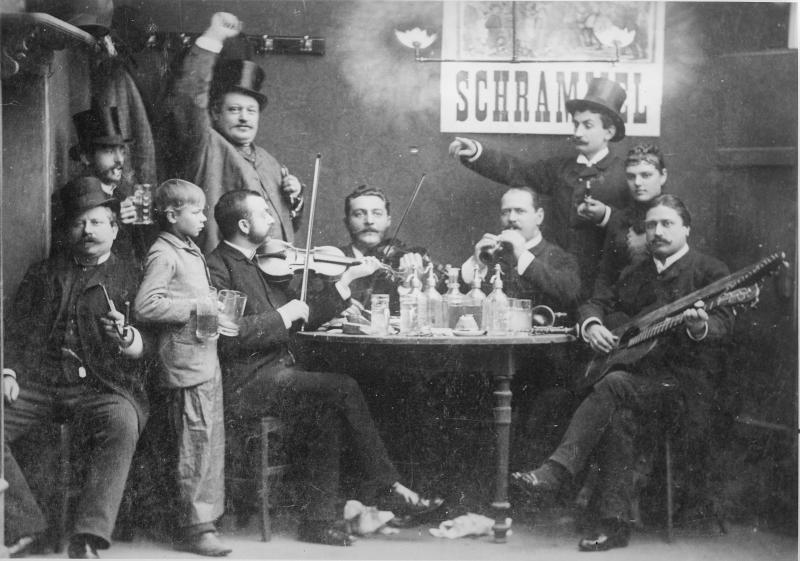
Johann Schrammels Schrammelquartett, asi 1879
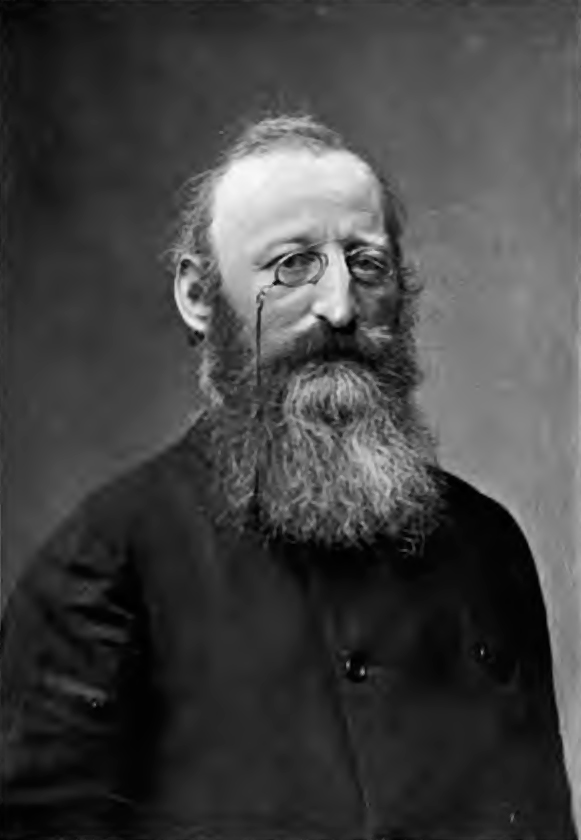
Spisovatel Ludwig Anzengruber
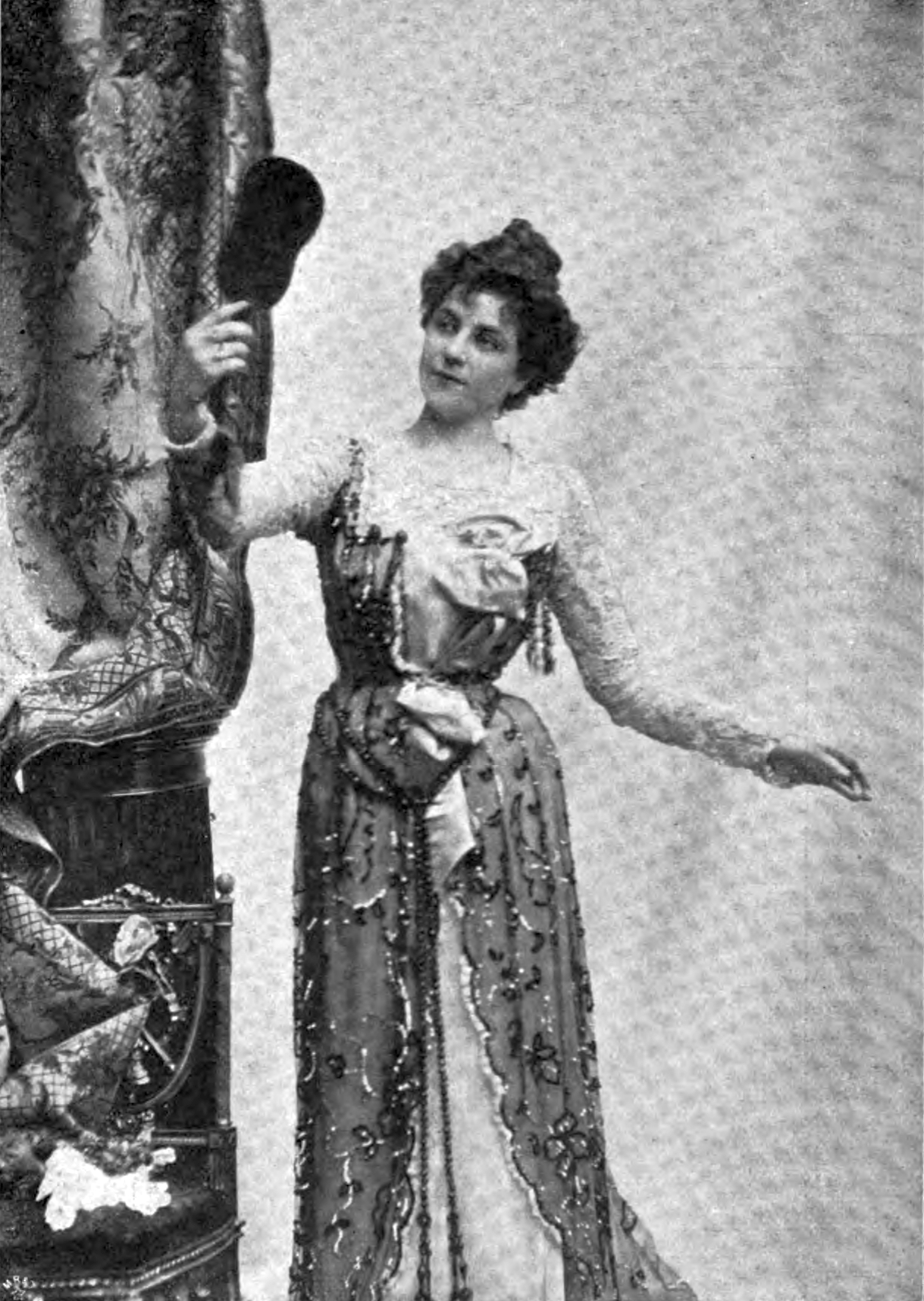
Salondame Fräulein Annie Kalmar
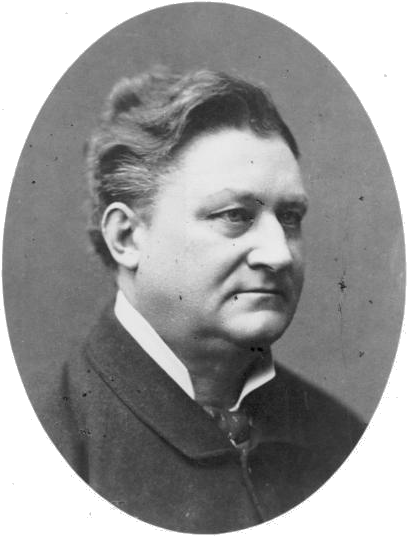
Herec Bernhard Baumeister
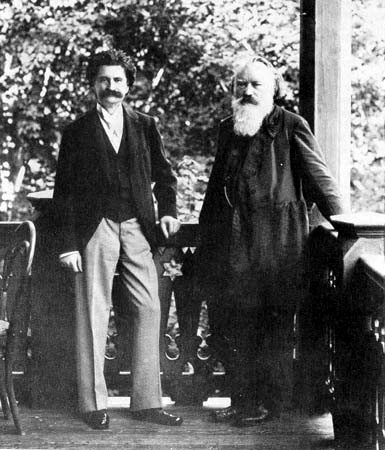
Na zahradní verandě v Ischlu: kolegové skladatelé Johann Baptist Strauss a Johannes Brahms, 1894
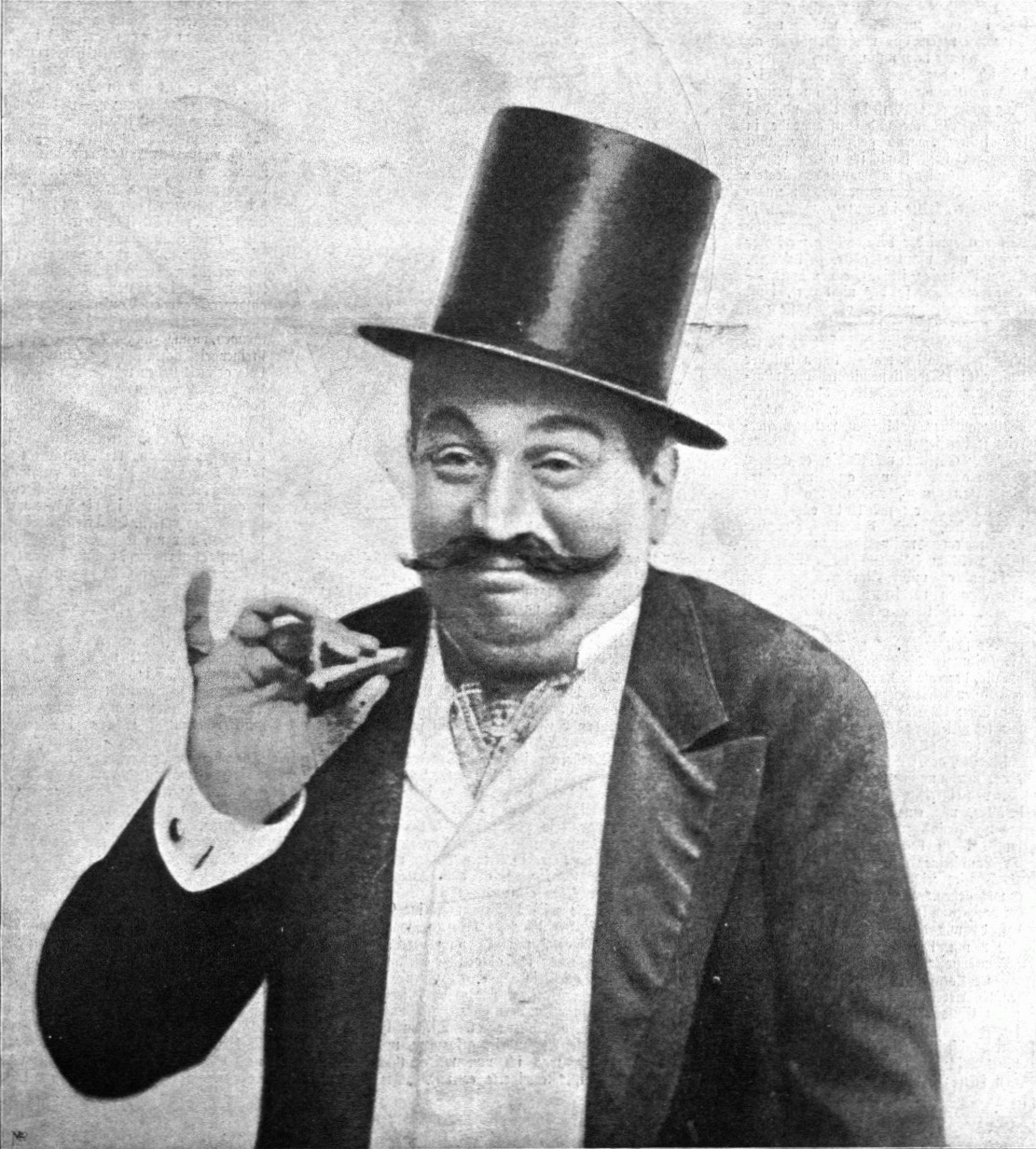
Rudolf Tyrolt jako Schöllhofer ve hře „Das grobe Hemd“ Carla Karlweise
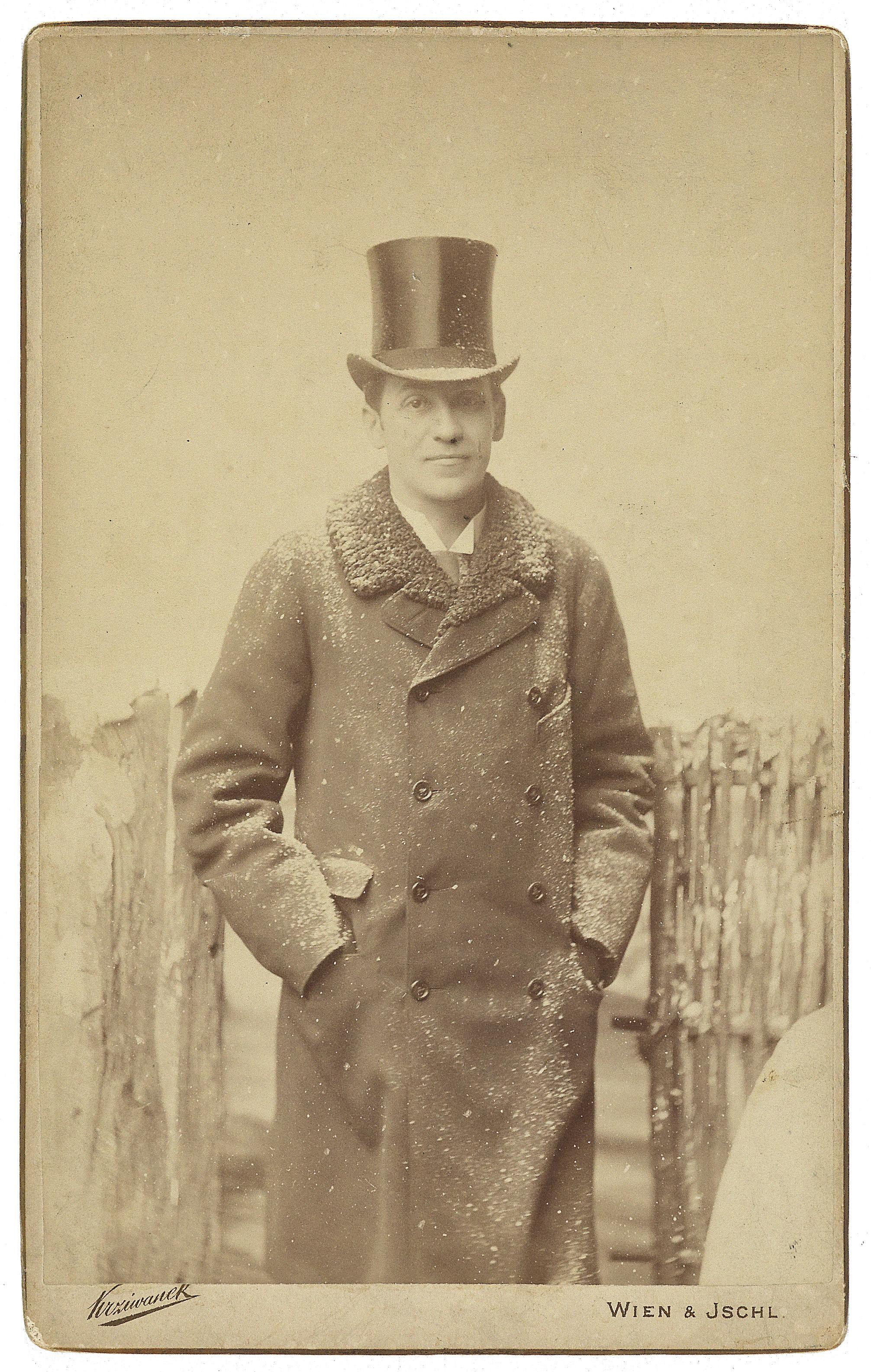
Herec Josef Kainz, albuminový papír na kartonu
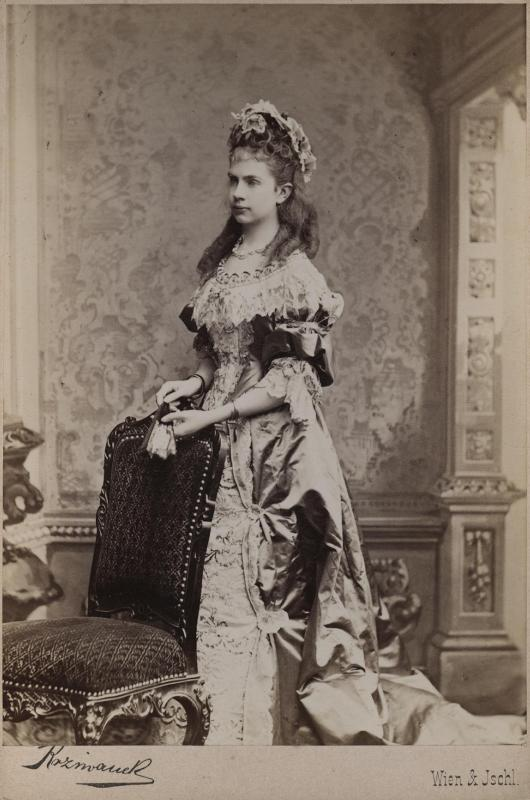
Bavorská princezna Gisela Habsbursko-Lotrinská